# Supercross
El Supercross, abreujat sovint SX, és una disciplina motociclista derivada del motocròs que es caracteritza pels circuits on es desenvolupa, muntats provisionalment en estadis esportius o recintes tancats. Cada cursa consta d'un sistema d'eliminatòries fins a arribar a la final. Malgrat tenir moltes coses en comú amb el motocròs, té característiques pròpies com per exemple els circuits, que són molt més petits i intensos, o les mànegues classificatòries, que són més curtes. Les motocicletes que s'hi fan servir són les mateixes que en motocròs amb alguns ajustaments de motor i suspensions.
Les proves de Supercross acostumen a ser tot un èxit per la rapidesa, emoció, so, il·luminació i espectacles que s'hi alternen entre cursa i cursa.

## Història

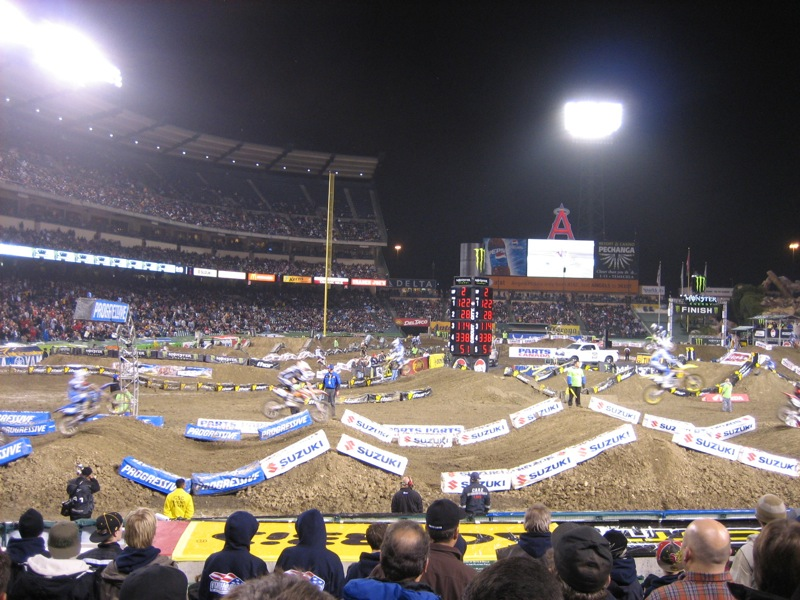
Cursa de Supercross a Anaheim el 2006

El terme Supercross ve del nom de la primera prova d'aquesta especialitat, celebrada als Estats Units el 8 de juliol de 1972. El promotor de la competició, Michael Goodwin, la va anomenar "Super Bowl of Motocross". Disputada dins el Los Angeles Memorial Coliseum i puntuable per a la Inter-AMA, aquesta cursa la va guanyar Marty Tripes, amb Yamaha, a només 16 anys. El 1974 es va fer la primera cursa de supercross "Indoor" (sota sostre) a Houston, Texas, i el guanyador fou Jim Pomeroy, amb Bultaco.
Actualment, el supercross és gestionat als Estats Units per l'American Motorcyclist Association, AMA, entitat que gestiona la màxima competició mundial de la disciplina, l'AMA Supercross.

## Circuits
Els circuits de Supercross s'instal·len en recintes tancats que ho permetin, com ara camps de futbol americà, estadis d'atletisme, interior de circuits de velocitat, poliesportius ... en definitiva, llocs amb força espai disponible.
La pista en si està formada per salts llargs i curts de tipus dobles, triples i fins a quàdruples (que es poden passar d'un en un, de dos en dos, en un salt triple i un de sol o en un sol salt els pilots més experts), "taules", "xerracs" (petits promontoris de terra seguits), peralts (inclinacions) i curts trams rectes, disposats de tal manera que el pilot expert pugui lluir-s'hi. La longitud mínima de la pista ha de ser de 300 metres, i l'amplada de 5. L'espai vertical lliure per sobre dels obstacles ha de ser com a mínim de 3 metres. Tot al llarg de la pista s'hi situen 20 comissaris de cursa amb la responsabilitat d'informar els pilots tot onejant la bandera groga en cas de perill. Les curses se celebren a 15 voltes.

## Pilots

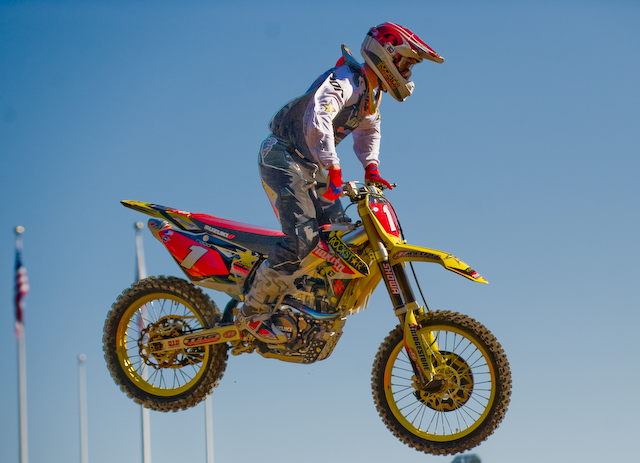
Chad Reed a San Francisco el 2009

El Supercross és un esport per a pilots professionals, que entrenen diàriament la part física i tècnica. Normalment els corredors de Supercross provenen de les competicions de Motocròs.
Per a la pràctica del Supercross cal combinar tècnica i velocitat. A més a més, els pilots han de tenir un gran coneixement de la pista per on duran a terme combinacions de salts dobles, triples i dubbies.

## Motocicletes
Les motos de Supercross estan pensades per aconseguir grans salts i excel·lents acceleracions. Les seves característiques són notables pel que fa al conjunt del motor, les suspensions i la caixa de canvis. El pes de les motos així preparades es redueix i queda al voltant dels 100 kg.
Els motors en Supercross acostumen a lliurar tota la potència d'una sola vegada. Són molt violents i això fa que les motos siguin òptimes per a aquesta especialitat. A més a més, la relació de canvi es prepara per a les exigències dels pilots a les pistes i als impressionants salts.
Les caixes de canvi s'adeqüen a aquestes necessitats allargassant les primeres marxes i retallant les més llargues, aconseguint així una relació de canvi tancada que permet arribar a una velocitat màxima de 90 km/h. Aquesta relació de canvi és més curta a les motocicletes de supercross indoor, perquè les rectes del traçat no són tan llargues i els pilots necessiten una millor acceleració i no tanta velocitat punta.
La duresa de les suspensions és també un element característic d'aquesta categoria. Per a poder millorar l'estabilitat de les motos als salts grans i a les zones amb sots, es fan servir uns reglatges de suspensió molt durs per tal d'impedir que la màquina reboti en excés i s'optimitzi de passada l'ús de la potència.